# George Sanders
George Henry Sanders (født 3. juli 1906 i Sankt Petersborg, Rusland, død 25. april 1972 i Castelldefels, Spanien) var en britisk skuespiller.
Han filmdebuterede i 1936, og havnede snart i Hollywood, hvor han ofte spillede snobber eller sarkastiske kynikere. Han lavede mindeværdige præstationer i Hitchcocks Rebecca (1940) og Foreign Correspondent (Udenrigskorrespondenten, 1940), og i The Picture of Dorian Gray (Dorian Grays portræt, 1945) og All About Eve (Alt om Eva, 1950; Oscar-pris for bedste birolle). Han udgav selvbiografien Memoirs of a Professional Cad i 1960. Sanders begik selvmord.
Han har to stjerner på Hollywood Walk of Fame, en for tv og en for film.